# Pachycephalidae
Los paquicefálidos (Pachycephalidae) son una familia de aves paseriformes. Tienen su origen en una antigua radiación de las aves canoras hacia la región Australo-Papuana. Sus miembros tienen tamaños que van de pequeños a medianos, y ocupan la mayor parte de Australasia: Australia en particular, pero también Nueva Guinea, Nueva Zelanda,  y en el caso de los silvadores, las islas del Pacífico Sur y parte de Indonesia.
Varias especies pertenecientes a esta familia son cantoras sobresalientes: los silbadores producen un volumen sorprendente para su tamaño y junto a las aves liras,  el Colluricincla harmonica con frecuencia se considera el pájaro con el canto más fino y variado.

## Filogenia
En la actualidad se reconocen seis géneros:
- Género Falcunculus
  - Falcunculus frontatus – Silbador cabezón oriental
  - Falcunculus leucogaster - Silbador cabezón occidental
  - Falcunculus whitei - Silbador cabezón norteño
- Género Coracornis
  - Coracornis raveni  –  Silbador dorsicastaño;
  - Coracornis sanghirensis – Silbador de la Sangir;
- Género Melanorectes
  - Melanorectes nigrescens - Pitohuí negro;
- Género Pachycephala – silbadores típicos (47 especies)
  - Pachycephala albiventris – Silbador dorsiverde;
  - Pachycephala arctitorquis – Silbador de la Wallacea;
  - Pachycephala aurea – Silbador áureo;
  - Pachycephala pectoralis (Latham, 1801) – silbador dorado;
    - Pachycephala pectoralis balim (Rand, 1940) – silbador de Balim;
    - Pachycephala pectoralis chlorura (Gray, GR, 1860) – silbador melanesio;
    - Pachycephala pectoralis citreogaster (Ramsay, EP, 1876) – silbador de las Bismarck;
    - Pachycephala pectoralis macrorhyncha (Strickland, 1849) – silbador del mar de Banda;
- Género Pseudorectes
  - Pseudorectes incertus - pitohuí ventriblanco;
  - Pseudorectes ferrugineus - pitohuí herrumbroso;
- Género Colluricincla – picanzos (5 especies)